# Луций Корнелий Сципион (претор 174 года до н. э.)
Луций Корнелий Сципион (лат. Lucius Cornelius Scipio; III—II вв. до н. э.) — римский политический деятель из патрицианского рода Корнелиев, сын Публия Корнелия Сципиона Африканского. Участвовал в Антиоховой войне. Вершиной его карьеры стала претура 174 года до н. э.

## Биография
Луций Корнелий принадлежал к знатному патрицианскому роду этрусского происхождения. Он был вторым сыном Публия Корнелия Сципиона Африканского и Эмилии Терции и, таким образом, приходился внуком Луцию Эмилию Павлу, погибшему при Каннах, и племянником Луцию Эмилию Павлу Македонскому. У Луция был старший брат Публий и две сестры Корнелии — жёны Публия Корнелия Сципиона Назики Коркула и Тиберия Семпрония Гракха.
Рождение Луция Корнелия в историографии датируют приблизительно 205 годом до н. э. — временем между испанским и африканским командованиями его отца Он впервые упоминается в связи с событиями 190 года до н. э.: когда его отец и дядя Луций Корнелий Сципион (впоследствии Азиатский) возглавили армию, собранную для войны с Антиохом, Луций отправился на Восток вместе с ними. На театре военных действий он попал в плен к противнику. Уже Тит Ливий не знал точно, как именно это произошло: по одной версии, Луций был пленён на море у побережья Эвбеи, по другой — на суше в Азии, когда во главе отряда всадников-фрегелланцев вёл разведку у царского лагеря. Антиох содержал пленника в прекрасных условиях, рассчитывая, что благодаря этому сможет склонить его отца к переговорам о мире. Царь предложил Сципиону Африканскому отпустить его сына без выкупа, но тот не пошёл на встречные уступки. Позже Луций Корнелий получил свободу, но остаётся неизвестным, как именно это произошло.
Валерий Максим пишет о сыне Сципиона Африканского по имени Гней, который баллотировался в преторы и был избран только благодаря тому, что более популярный соискатель Гай Цицерей, бывший когда-то клиентом его отца, снял ради него свою кандидатуру. Исследователи предполагают, что в действительности речь идёт именно о Луции, ставшем претором в 174 году до н. э. и получившем в своё ведение разбор тяжб между гражданами Рима и иноземцами. Немецкий исследователь Ф. Мюнцер предположил, что плен серьёзно навредил репутации Луция, из-за чего последнему и понадобилась помощь Гая Цицерея. Во время претуры Луций Корнелий получил «особое порицание» от цензоров Квинта Фульвия Флакка и Авла Постумия Альбина Луска, вероятно, сопровождавшееся исключением из сената.
О дальнейшей судьбе Сципиона ничего не известно.